# Leonhard Mälzel
Pour les articles homonymes, voir Mälzel.
Leonhard Mälzel est un mécanicien allemand, né à Ratisbonne le 27 mars 1783, mort en août 1855. Il est le frère de Johann Nepomuk Mälzel.
Il s’est fait connaître par d’ingénieuses inventions qui lui valurent le titre de mécanicien de la cour d’Autriche. Son Panharmonicon, orchestre complet composé de 42 automates jouant les plus beaux morceaux des grands maîtres, a fait l’admiration de l’Europe. Après l’avoir montré à Paris en 1807, il le vend  aux États-Unis pour 500 000 dollars. Il a fabriqué aussi un automate joueur d’échecs qui, dirigé par Jacques-François Mouret, petit-neveu de Philidor, gagna des parties à Louis XVIII et à George IV (1819-1820). 
L'invention du métronome lui a été attribuée ; c'est son frère qui l'a fait breveter.

## Source
- « Leonhard Mälzel », dans Pierre Larousse, Grand dictionnaire universel du XIXe siècle, Paris, Administration du grand dictionnaire universel, 15 vol., 1863-1890 [détail des éditions].